# Placodus
Placodus es un género extinto de saurópsidos placodontes placodóntidos, que vivieron en el Triásico Medio (hace cerca de 240 millones de años). Habitaba en las aguas cálidas de lo que es hoy Europa central (Alemania, Francia y Polonia), así como en China.

## Paleobiología

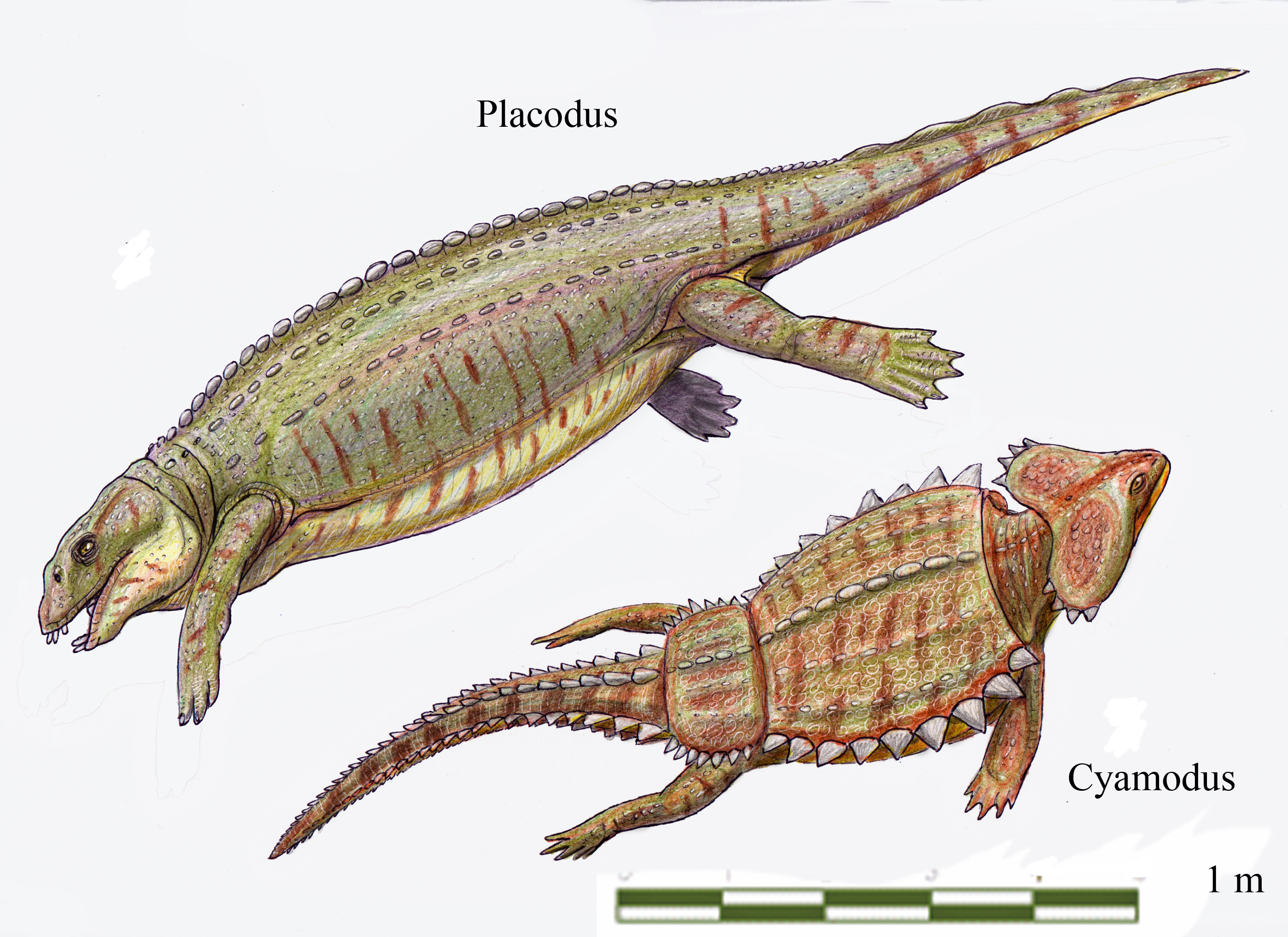
Recreación de Placodus y de Cyamodus.

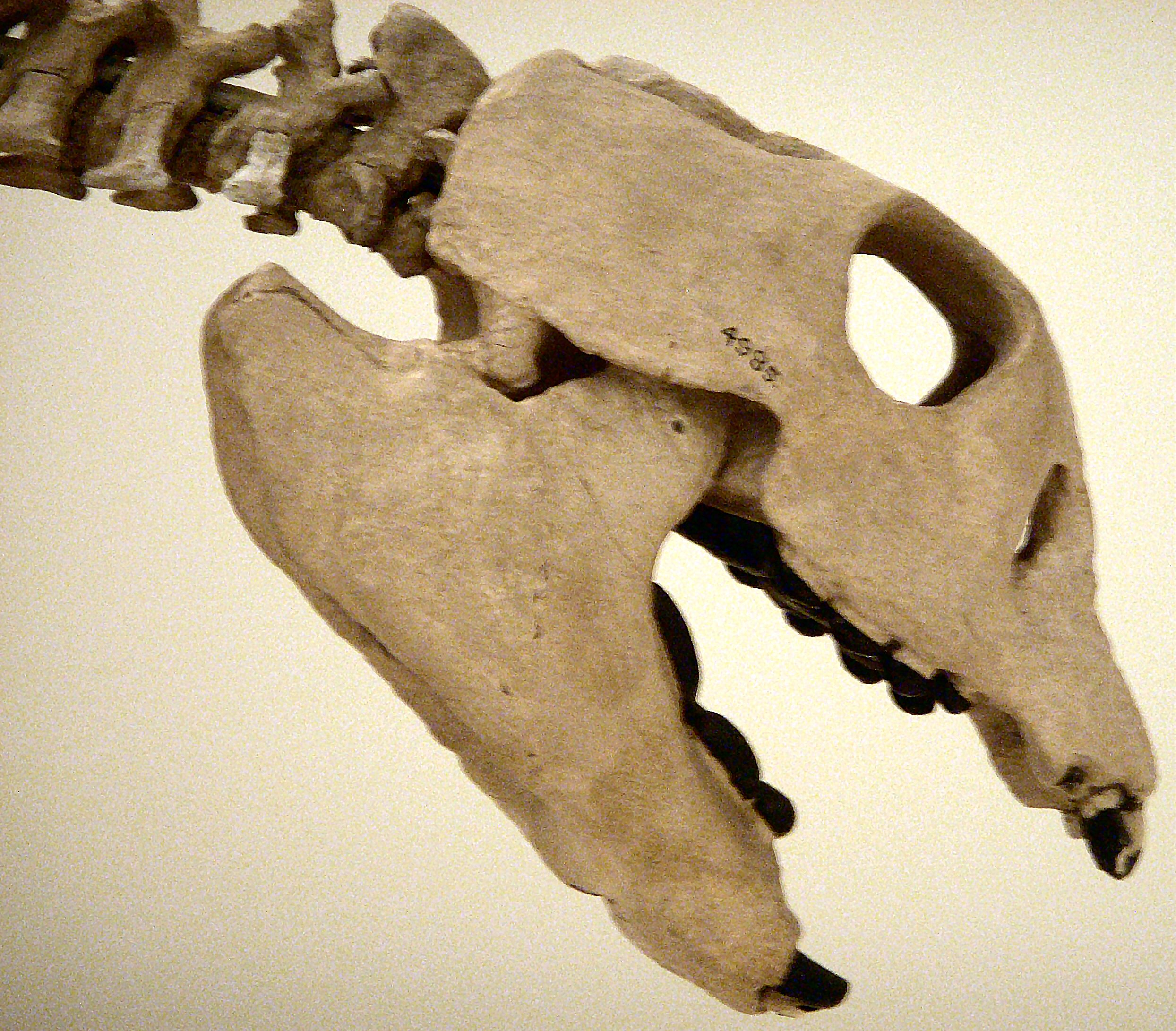
Cráneo (AMNH 4985)

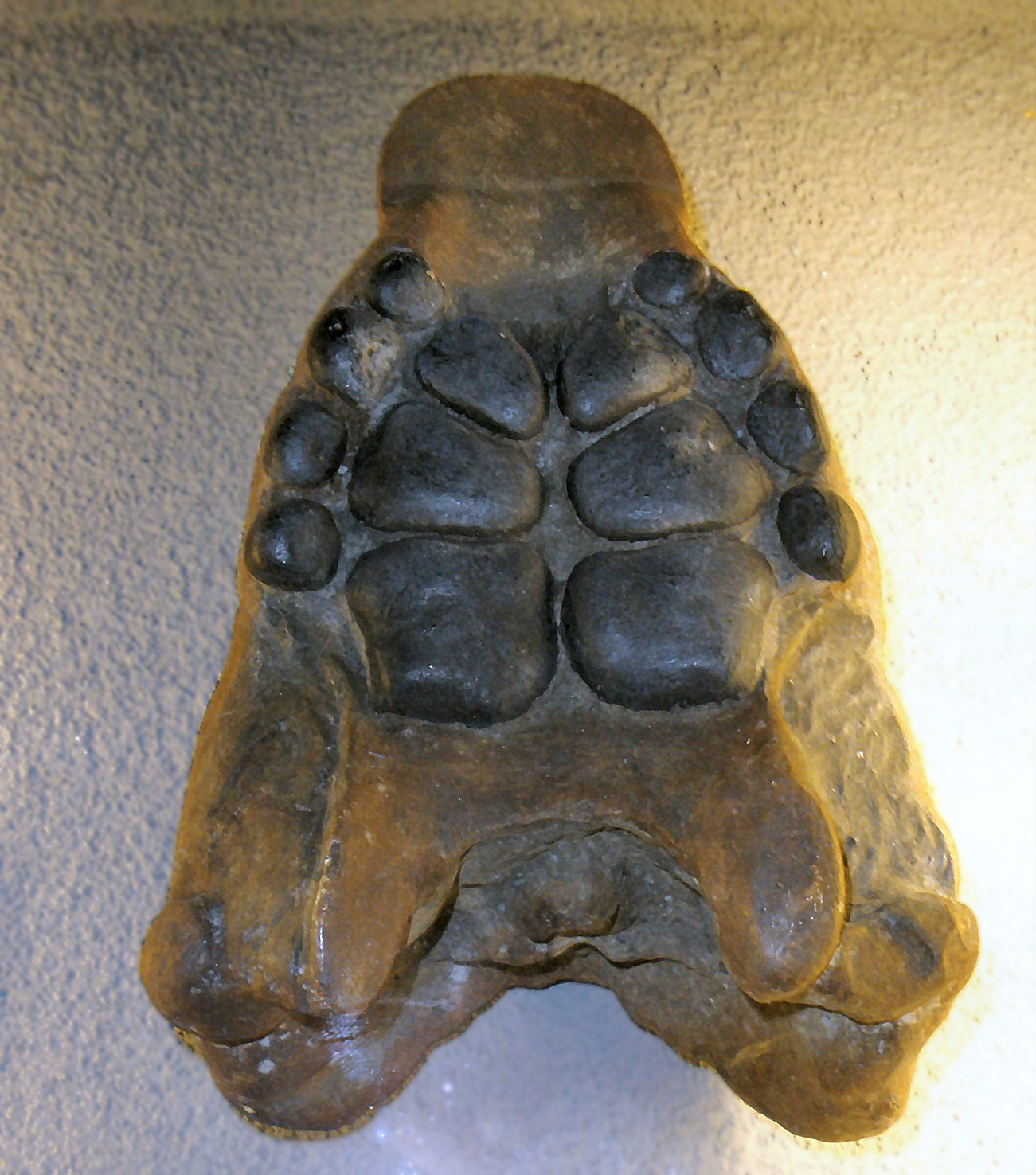
Vista de la mandíbula superior y el paladar de Placodus gigas

Placodus tenía un cuerpo rechoncho con una larga cola, y alcanzaba una longitud total de más de 2 metros. Tenía un cuello corto y un cráneo pesado. Este animal estaba especializado en una dieta durófaga de mariscos, tales como los bivalvos. Sus dientes incisivos en forma de cincel sobresalían desde el margen anterior del hocico, y eran probablemente usados para arrancar a sus presas bénticas de concha dura del sustrato marino. Los dientes posteriores eran anchos y aplanados, y pudieron usarse para triturar su comida. Antes de que la anatomía completa del animal fuera conocida, se consideraba que estos dientes pertenecían a peces. Dientes pequeños de forma parecida estaban presentes en el hueso palatino. 
Placodus y sus parientes no estaban tan bien adaptados a la vida acuática como otros grupos de reptiles posteriores, tales como sus parientes los plesiosaurios. Sus colas aplanadas y patas cortas, las cuales probablemente terminaban en pies palmeados, debieron ser sus principales medios de propulsión en el agua.
El ojo parietal en la parte superior de la cabeza ayudaba al animal con su orientación más que con su visión, y su presencia es considerada como una característica primitiva. 
Los procesos vertebrales de Placodus tenían forma de cola de pato en sus uniones y se conectaban firmemente, de manera que el tronco era rígido. El abdomen estaba cubierto con una armadura especial formada por costillas abdominales curvadas en ángulo recto. Equipado con huesos densos, una pesada gastralia, y filas de protuberancias óseas sobre la columna vertebral, Placodus era una criatura pesadamente constituida con una flotabilidad negativa que no hubiera tenido ningún problema en permanecer en el fondo del mar para alimentarse. 
Esta coraza corporal pudo haberle ofrecido también protección contra los depredadores, pero asimismo hubiera dificultado su movilidad en tierra, convirtiendo a Placodus en lento y torpe por fuera del agua. Los moluscos, braquiópodos, crustáceos y otros habitantes del fondo marino hubiera sido parte regular de su dieta.